# Westwood Corner

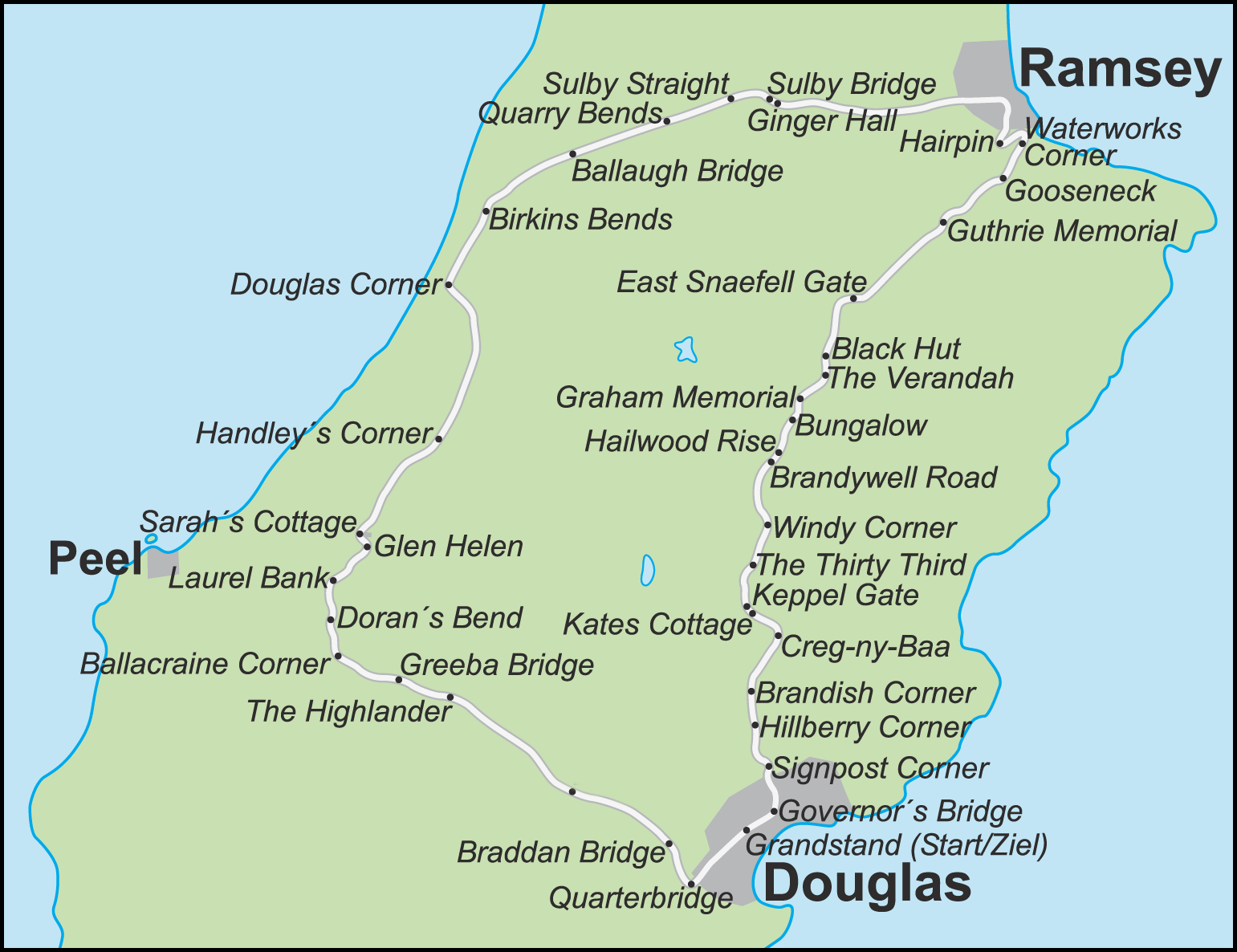
Westwood Corner ligt aan het westelijk deel van de Mountain Course, tussen Handley's Corner en Douglas Corner.

Westwood Corner is een bocht in de Snaefell Mountain Course in de civil parish Michael, gelegen langs de A3 Castletown - Ramsey op het eiland Man. Het vormt een van de markante punten langs dit circuit en ligt tussen de 13e en de 14e mijlpaal. Westwood Corner maakte ook deel uit van de Highroads Course en de Four Inch Course, die gebruikt werden voor de Gordon Bennett Trial en de RAC Tourist Trophy van 1904 tot 1922. Het hoorde ook bij de St John's Short Course, die van 1907 tot 1910 voor motorraces werd gebruikt.
Westwood Corner is een snelle linker bocht met aan de buitenkant een lage, gemetselde muur en een kleine zijweg die leidt naar de Willow Nook Cottages. 

## Verbeteringen aan het circuit
In februari 2011 werd het wegdek bij Quarterbridge verbeterd en in het voorjaar werd het wegdek vernieuwd tussen de 13e mijlpaal en Westwood Corner bij Kirk Michael, maar ook bij Barregarrow Hill en op de Sulby Straight van Kella Crossroads tot aan Sulby Bridge.

## Gebeurtenissen bij Westwood Corner
- Op 4 juni 1952 verongelukte Frank Fry met een Norton tijdens de training voor de Isle of Man TT
- Op 8 september 1960 verongelukte John Sapsford met een BSA Gold Star tijdens de Senior Race van de Manx Grand Prix
- Op 30 mei 2000 verongelukte Chris Ascott met een Kawasaki ZXR 400 tijdens de training voor de Isle of Man TT

(Markante punten in cursief zijn onofficiële punten of worden alleen gebruikt binnen Marshal Sectors)
1e mijl:
TT Grandstand ·
Nobles Park ·
St Ninian's Crossroads ·
Bray Hill ·
Ago's Leap ·
Quarterbridge Road ·
1st Milestone ·
2e mijl:
Wal Handley Memorial Seat ·
Quarterbridge ·
Port-y-Chee Meadow ·
Braddan Bridge ·
Jubilee Oak ·
Braddan Bridge House ·
Braddan Depot ·
Snugborough (Cronk Dhoo) ·
2nd Milestone ·
3e mijl:
Union Mills (Mullen Dhoo, Mwyllin Dhoo Aah, Mullin Doway) ·
Railway Inn ·
Ballahutchin Hill (Elm Bank Hill) ·
3rd Milestone ·
4e mijl:
Ballafreer ·
Glenlough ·
Ballagarey Corner ·
Glen Vine (Glen Darragh) ·
Ballabeg ·
4th Milestone ·
5e mijl:
Crosby ·
Crosby Left (Vicarage Corner) ·
Crosby Cross-Roads ·
5th Milestone ·
6e mijl:
Crosby Hill (Ballaglonney Hill of Halfway Hill) ·
Halfway House (The Waggon & Horses) ·
St Trinian's ·
The Highlander ·
Greeba Verandah ·
Pear Tree Cottage ·
Greeba Castle ·
6th Milestone ·
7e mijl:
Appledene (Shimmin's Corner) ·
Central Valley (Greeba Gap) ·
Greeba Bridge ·
The Hawthorn ·
Knock Breck ·
Gorse Lea ·
7th Milestone ·
8e mijl:
Ballagarraghyn ·
Ballacraine ·
Ballaspur ·
Ballig ·
8th Milestone ·
9e mijl:
Ballig Bridge ·
Doran's Bend ·
Laurel Bank ·
9th Milestone ·
10e mijl
Glen Moar Mill ·
Black Dub ·
Quarter-Distance Marker ·
The Vaish ·
Glen Helen (Glen Rhenass) ·
Sarah's Cottage ·
Creg Willey's Hill ·
10th Milestone ·
11e mijl:
Lambfell Beg ·
Lambfell (Moar) Cottage ·
Cronk-y-Voddy (Cronk-y-Voddy Straight) ·
Cronk-y-Voddy Cross Roads ·
Molyneux's ·
Cronk Bane Farm ·
11th Milestone ·
12e mijl:
Drinkwater's Bend ·
Handley's Corner (Cronk-y-Fedjag, Ballamenagh) ·
12th Milestone ·
13e mijl:
McGuinness's (Shoughlaigue Bridge) ·
Ballaskyr ·
Barregarrow Cross Roads (Cronk Aashen) ·
Barregarrow ·
Little Bray ·
Barregarrow Bottom ·
Cammal Farm ·
Cronk Urleigh ·
13th Milestone ·
14e mijl:
Ballalonna Bridge ·
Westwood Corner ·
Ballakinnag ·
14th Milestone ·
15e mijl:
Douglas Road Corner ·
Glen Wyllin Corner ·
The Mitre ·
Dave Saville Memorial Seat ·
Kirk Michael ·
The White House ·
15th Milestone ·
16e mijl:
Birkin's Bend ·
Rhencullen ·
Bishopscourt ·
Bishopscourt Farm Bends ·
Bishopscourt Straight ·
Orrisdale North ·
16th Milestone ·
17e mijl:
Dub Cottage (Bishop's Dub) ·
Alpine Cottage ·
Balla Cobb ·
17th Milestone ·
18e mijl:
Ballaugh Bridge ·
Ballaugh ·
Gwen's ·
Ballacrye Corner ·
Ballacrye ·
18th Milestone ·
19e mijl:
Quarry Bends ·
Ballavolley ·
Wildlife Park ·
Sulby Straight ·
Half-distance Marker ·
19th Milestone ·
20e mijl:
Sulby ·
Sulby Glen Hotel ·
Sulby Crossroads ·
Sulby Bridge ·
20th Milestone ·
21e mijl:
Ginger Hall ·
Kerrowmoar ·
21st Milestone ·
22e mijl:
Glen Duff ·
Glentramman ·
Temple Corner (Water Through Corner) ·
Glentramman Loop Road ·
Churchtown ·
Caravan ·
22nd Milestone ·
23e mijl:
Lezayre War Memorial ·
Ballakillingan ·
Conker Fields ·
K-tree ·
Sky Hill ·
Milntown Cottage (Pinfold Cottage) ·
Milntown Bridge (Glen Auldyn Bridge) ·
Milntown ·
Gardener's Lane ·
23rd Milestone ·
24e mijl:
Lezayre Road ·
School House Corner (Crossags, Russel's Corner) ·
Parliament Square ·
Queen's Pier Road ·
Ramsey Depot ·
Cruickshanks Corner ·
May Hill ·
24th Milestone ·
25e mijl:
Whitegates ·
Stella Maris ·
Ramsey Hairpin ·
Little Gooseneck ·
Water Works Corner ·
Ballure Reservoir ·
Mountain Section ·
Tower Bends ·
25th Milestone ·
26e mijl:
Gooseneck ·
Joey's (26th Milestone) ·
27e mijl:
Guthrie's Memorial ·
The Cutting ·
27th Milestone ·
28e mijl:
Milligan's Bridge ·
Mountain Mile ·
28th Milestone ·
29e mijl:
Three-Quarter distance marker ·
Mountain Box (East Mountain Gate, East Snaefell Gate) ·
29th Milestone ·
30e mijl:
Casey's (Rice's Corner, George's Folly) ·
Black Hut (Stonebreakers Hut, Shepherd's Hut) ·
John Smyth Memorial Shelter ·
Verandah ·
30th Milestone ·
31e mijl:
Bungalow Bridge ·
Stonebridge ·
Les Graham Memorial ·
Bungalow Bends ·
McIntyre Box ·
Murray's Museum ·
Joey Dunlop Memorial ·
The Bungalow ·
31st Milestone ·
32e mijl:
Hailwood's Rise ·
Hailwood's Height ·
Brandywell (West Mountain Gate, Beinn-y-Phott Gate, Bungalow Gate) ·
Duke's (32nd Milestone) ·
33e mijl:
Windy Corner (Nobles Corner) ·
Nobles Park Road ·
Slieu Lhost Quarry ·
Thirty-Third (33rd Milestone) ·
34e mijl:
Keppel Gate (Clarke's Corner) ·
Kate's Cottage (Shepherd's House) ·
34th Milestone ·
35e mijl:
Creg-ny-Baa (the Keppel Hotel) ·
Gob-ny-Geay (Sunny Orchard) ·
35th Milestone ·
36e mijl:
Brandish Corner (Telegraph Hill, O'Donnell's en Upper Hillberry Corner) ·
Hillberry Corner ·
36th Milestone ·
37e mijl:
Glen Dhoo Farm ·
Hillberry Road ·
Cronk-ny-Mona ·
Johnny Watterson's Lane ·
Signpost Corner ·
Bedstead Corner ·
The Nook ·
37th Milestone ·
38e mijl:
Bemahague ·
Governor's Bridge ·
Governor's Dip ·
Glencrutchery Road ·
38th Milestone